# Корбне
Корбне (фр. Corbenay) насеље је и општина у источној Француској у региону Франш-Конте, у департману Горња Саона која припада префектури Лир.
По подацима из 2011. године у општини је живело 1328 становника, а густина насељености је износила 84,42 становника/km². Општина се простире на површини од 17,97 km². Налази се на средњој надморској висини од 273 метара (максималној 331 m, а минималној 246 m).

## Демографија
| 1962. | 1968. | 1975. | 1982. | 1990. | 1999. | 2011. |
| ----- | ----- | ----- | ----- | ----- | ----- | ----- |
| 1.075 | 1.157 | 1.241 | 1.418 | 1.377 | 1.392 | 1.328 |

График промене броја становника у току последњих година